# Kateřina Brožová
Kateřina Brožová (* 9. února 1968 Praha) je česká herečka, zpěvačka a moderátorka.

## Život
Pochází z umělecké rodiny, od mládí ráda tančí, zpívá a hraje divadlo. Po absolutoriu pražské DAMU v roce 1991 nastoupila do svého prvního angažmá ve Vinohradském divadle. Jakožto zpěvačka hostuje zejména v Hudebním divadle v Karlíně, Divadle Goya či v Divadle Kalich, kde vystupuje v muzikálech. V roce 1994 hrála v erotických filmech Vášnivé známosti a Vášnivé známosti 2, vydala také fotografie v časopise Playboy.
Jedná se také o dabingovou herečku. Věnuje se i sólovému zpěvu, natočila již nejméně čtyři vlastní sólová alba.
V červnu 2009 se stala jako nestraník lídrem teplického okresu na sociálnědemokratické kandidátce Ústeckého kraje do Poslanecké sněmovny PČR v předčasných říjnových volbách, ovšem o několik dní později se kandidatury vzdala.
Jejím manželem byl od roku 1997 podnikatel Zdeněk Toman. V roce 2004 se rozvedli.

## Divadelní role
- Solange – Léto v Nohantu
- Roza – Tanec na konci léta
- Erna – Duše, krajina širá
- Orsetta – Poprask na laguně
- Gwendolina – Jak je důležité míti Filipa
- Angelika – Zdravý nemocný
- Elén – Jezinky a bezinky
- Vivienne – Taková ženská na krku
- Urraca – Cid
- Sylvie – Dva kavalíři z Verony
- Marie – Dům čtyř letor
- Hazel – Smutek sluší Elektře
- Anna – Markýza de Sade
- Jacqueline – A do pyžam!

## Filmografie (výběr)
| Rok  | Film                                                    |
| ---- | ------------------------------------------------------- |
| 1983 | Stav ztroskotání                                        |
| 1988 | Kamarád do deště                                        |
| 1990 | O Janovi a podivuhodném příteli (TV film)               |
| 1990 | Radostný život posmrtný (TV film)                       |
| 1990 | Stalo se v Aleppu (TV film)                             |
| 1990 | Švédská mísa (TV film)                                  |
| 1991 | Oko za oko (TV film)                                    |
| 1991 | Pohádka o touze (TV film)                               |
| 1991 | Princezna Duše (TV film)                                |
| 1991 | Princezna Fantaghiro: Jeskyně Zlaté růže (TV film)      |
| 1991 | Skládačka (TV film)                                     |
| 1992 | Jaké vlasy má Zlatovláska (TV film)                     |
| 1992 | Princezna Fantaghiró 2 (TV film)                        |
| 1992 | Šplhající profesor (TV film)                            |
| 1993 | Kaspar Hauser                                           |
| 1993 | Princezna Fantaghiró 3 (TV film)                        |
| 1994 | Jak se stal švec Dratvička tchánem pana krále (TV film) |
| 1994 | Ohnivé jaro                                             |
| 1994 | Vášnivé známosti                                        |
| 1994 | Vášnivé známosti 2                                      |
| 1995 | Rukama nevinnosti (TV film)                             |
| 1995 | Tvůj svět (studentský film)                             |
| 1996 | O princi Truhlíkovi (TV film)                           |
| 1996 | Úpis (TV film)                                          |
| 1997 | Crackerjack 2                                           |
| 1997 | Smolař (TV film)                                        |

## Muzikálové role
- Sugar – Někdo to rád horké
- Linda – Sny z Nového Yorku
- Mia – Galileo
- Fantine – Bídníci
- Ellen – Miss Saigon
- Eliška Pomořanská – Noc na Karlštejně
- Emma Carewová – Jekyll&Hyde
- Dolly Leviová – Hello, Dolly!
- Tornádo Lou – Limonádový Joe
- Evelína – Baron Prášil
- Žofie – Kat Mydlář
- Margareth - Mata Hari

## Diskografie
- 1997 Zpívám si
- 1999 Obyčený příběh
- 2002 Ráda se svlíkám
- 2005 American Dream
- 2005 Christmas Dream
- 2006 Kateřina
- 2009 Nejkrásnější vánoční koledy